# Neviansk
Neviansk - Невьянск (rus) - és una ciutat de l'óblast de Sverdlovsk, a Rússia. El 2021 tenia 22.900 habitants. Es troba a la vora del riu Neiva, a 77 km al nord - nord-est de Iekaterinburg.

## Història
El possad de Neviansk fou fundat el 1700 a causa de la construcció d'una foneria de ferro. Al segle xviii Neviansk estava poblada principalment amb vells creients. Aconseguí l'estatus de ciutat el 1919.